# Ростовцев, Павел Яковлевич
Павел Яковлевич Ростовцев (Ростовцов) (1826—1882) — витебский губернатор (1869—1880), тайный советник.

## Биография
Родился в Киеве 1 (13) августа 1826 года; сын преподавателя 1-й Киевской гимназии (впоследствии — директора училищ Черниговской губернии и Черниговской гимназии) Якова Павловича Ростовцова.
В 1842 году окончил Черниговскую гимназию.
В ноябре 1846 года поступил на службу; в 1851 году был начальником газетного стола в Черниговском губернском правлении, с 6 марта 1855 года — в отставке.
Вернулся на службу спустя 8 месяцев; в конце 1850-х годов служил столоначальником в III отделении департамента общих дел Министерства внутренних дел, вскоре был назначен начальником I отделения того же департамента, 16 апреля 1867 года произведен был в действительные статские советники.
Был назначен 14 ноября 1869 года витебским губернатором и занимал эту должность до 20 апреля 1880 года. Одновременно состоял почётным мировым судьёй Витебского округа и попечителем Витебской женской гимназии. Произведён в тайные советники 30 августа 1875 года. За время его губернаторства в Витебске были построены каменное здание театра на Смоленской базарной площади и трехэтажное здание мужской гимназии на Театральной улице. В мужской и женской гимназиях была учреждена «Ростовцевская стипендия» для неимущих. По ходатайству жителей Витебска 17 декабря 1873 года имя Ростовцева было присвоено городскому саду и театру, а сам губернатор был избран почетным гражданином Витебска за благоустройство города.
Умер 22 ноября (4 декабря) 1882 года.

## Награды
- Орден Святого Станислава 1-й ст. (1869)
- Орден Святой Анны 1-й ст. (1871)
- Орден Святого Владимира 2-й ст. (1878)